# Mijajlo Marsenić
Mijajlo Marsenić (Berane 9. mart 1993) srpski je rukometaš rođen u Crnoj Gori. Trenutno igra za nemački Fikse Berlin na poziciji pivota, a za reprezentaciju Srbije igra od 2012. godine.
Oženjen je i sa suprugom Marijom Marsenić (devojački Babić) ima sina Lazara. Od 2018. godine igra za nemački klub RK Fikse Berlin.

## Karijera
Karijeru je počeo u Beranama, a u Partizan je došao 2010. godine. Sa Partizanom je bio prvak države (2011. i 2012), osvajač kupa (2012. i 2013) i  pobednik superkupa (2011. i 2012). godine. Nastupajući za klub iz Humske Marsenić je dva puta igrao u grupnoj fazi Lige šampiona i to u sezonama 2011/12. i 2012/13. a u sezoni 2010/11. igrao je u polufinalu Čelendž kupa. U leto 2014. godine postao je član skopskog Metalurga ali je klub napustio krajem iste godine nakon što je makedonski šampion dospeo u velike finansijske probleme. Tokom zime 2015. vratio se u Partizan sa kojim je potpisao ugovor do kraja sezone.
Nastupao je 2011. godine za kadetsku reprezentaciju Srbije na svetskom prvenstvu i 2012. za juniorsku reprezentaciju na evropskom prvenstvu. Za seniorsku reprezentaciju Srbije nastupao je u kvalifikacijama za svetsko prvenstvo 2014. godine.

## Uspesi
Partizan
- Prvenstvo Srbije (2) : 2011. i 2012.
- Kup Srbije (2) : 2012. i 2013.
- Superkup Srbije (2) : 2011. i 2012.

## Spoljašnje veze
- Profil na sajtu Partizana[мртва веза]
- Profil na sajtu EHF Архивирано на веб-сајту  (27. фебруар 2015)